# Manuel Frattini
Manuel Frattini, all'anagrafe Emanuele Frattini (Corsico, 25 maggio 1965 – Milano, 12 ottobre 2019), è stato un danzatore, cantante, coreografo, attore teatrale e performer italiano, noto soprattutto come interprete di musical teatrali.

## Biografia
La sua formazione artistica incominciò con lo studio di danza classica, danza jazz, danza moderna per poi arrivare al tip tap, e si completò con i corsi di dizione e recitazione presso il Centro Teatro Attivo di Milano. In TV fu primo ballerino e coreografo in numerose produzioni Rai e Mediaset, come ad esempio La sai l'ultima, Fantastico, Pronto è la Rai?.
Nel 1982 Manuel debuttò in Rai 2 come ballerino di tip tap insieme a un corpo di ballo di ragazzetti, con le coreografie di Chuck Wider. La trasmissione era Buonasera con Milva (denominata anche Milva e dintorni), per la regia di Mauro Macario.
Dal 1991 abbandonò la televisione per dedicarsi prevalentemente al teatro musicale, interpretando diversi ruoli di rilievo nel corso degli anni, Nella stagione 1991-1992 interpretò Mike Costa nel musical premio Pulitzer A Chorus Line, per la Compagnia della Rancia. Nella stagione 1996-1997 recitò nel ruolo di Cosmo Brown nella riduzione teatrale di Cantando sotto la pioggia, mentre l'anno successivo calcò le scene in Sette spose per sette fratelli, a fianco di Raffaele Paganini e Tosca. Tra il 1999 e il 2001 recitò con Christian De Sica, Lorenza Mario, Monica Scattini e Paolo Conticini nella commedia musicale Tributo a George Gershwin - Un Americano a Parigi, con la regia e le coreografie di Franco Miseria, mentre nel 2000 ha collaborato con Fabrizio Angelini nella commedia musical Musical, Maestro!, di cui Frattini è stato interprete e coautore. Nel 2001 ottenne il ruolo del protagonista Seymour nel musical La piccola bottega degli orrori, diretto da Saverio Marconi e prodotto dalla Compagnia della Rancia 
Frattini ottenne il suo ruolo più celebre nel 2003, quando fu scelto per interpretare l'eponimo protagonista di Pinocchio - Il grande musical prodotto dalla Compagnia della Rancia, con la regia di Saverio Marconi e le musiche dei Pooh; la carriera di Frattini sarebbe rimasta legata a Pinocchio per oltre un decennio e l'attore tornò a interpretare il ruolo delle stagioni 2003-2004, 2004-2005, 2005-2006, 2009-2010 (in Italia e all'estero, interpretando Pinocchio anche all'Opera Theatre dell'Arts Center di Seul nel 2009 e alla Danny Kaye Playhouse di New York nel 2010) e per l'ultima volta nella stagione 2015-2016 in occasione dell'Expo di Milano.
Dopo aver recitato in Toc Toc a Time for Musical nel 2005, nel 2006 ottenne un altro successo con il ruolo di Peter Pan nell'omonima commedia musicale con le musiche di Edoardo Bennato. Lo spettacolo vinse il premio Biglietto d’Oro Agis 2006-2007 e 2007-2008 e Frattini tornò a interpretare Peter Pan anche nelle stagioni 2011-2012 e 2012-2013. Dal 2008 al 2010 è stato invece il protagonista del musical Robin Hood, commedia musicale con le musiche di Giuseppe Dati e la regia di Christian Ginepro.  Nel 2010 e nel 2011 fu il protagonista di Aladin, scritto da Stefano D’Orazio con le musiche dei Pooh. Nel 2012 interpretò se stesso in Sindrome da Musical, spettacolo scritto da Lena Biolcati, mentre nella stagione 2014-2015 fu Rodrigo, co-protagonista di Paolo Ruffini nella commedia musicale Cercasi Cenerentola, prodotta dalla Compagnia della Rancia e con la regia di Saverio Marconi, il testo e le liriche di Stefano D’Orazio. 
Nel 2017 interpretò il protagonista Bobby Child nel musical Crazy for You, accanto ai giovani talenti della Bernstein School of Musical Theatre, per poi tornare a interpretare Robin Hood nella tournée italiana del musical. Nella stagione teatrale 2018-2019 fu invece Bernadette nel musical Priscilla, la regina del deserto, in tournée per le maggiori città italiane con Mirko Ranù e Cristian Ruiz. 
Frattini è morto improvvisamente a Milano il 12 ottobre 2019 a causa di arresto cardiaco a 54 anni, durante la serata di beneficenza "Italy Bares". La camera ardente è stata allestita al Teatro della Luna, il funerale è stato celebrato nella chiesa dei Santi Pietro e Paolo a Corsico. Le sue spoglie riposano nel cimitero di Cesano Boscone.
Dopo la sua scomparsa improvvisa, viene creata una raccolta firme per intitolare il Teatro della Luna a lui, ma a febbraio del 2020, il teatro cambierà nome in Teatro Repower.
In occasione del suo 55º compleanno viene aperta una pagina con il nome "Associazione Culturale Manuel Frattini".

## Riconoscimenti
- 1996: Premio Bob Fosse - un Oscar per il Musical;
- 1997: Premio Danza&Danza come Miglior interprete italiano della stagione 1996/1997 per Cantando sotto la Pioggia;
- 1997: Primo Premio Nazionale Sandro Massimini (Festival Internazionale dell'Operetta di Trieste 1997);
- 2011: Premio alla Carriera nel corso della rassegna “Musical Day”;
- 2013: Premio alla Carriera consegnato da “Tip Tap Show” diretto da Cesare Vangeli;
- 2016: Premio Flaiano sezione teatro[11] per la sezione Musical;
- 2017: Miglior attore protagonista (Crazy for You) per Broadwayworld.